# Os Farofeiros
Os Farofeiros é um filme de comédia brasileiro de 2018 dirigido por Roberto Santucci, produzido pela Camisa Listrada e Panorama Filmes, escrito por Paulo Cursino, e estrelado por Maurício Manfrini, Cacau Protásio, Antônio Fragoso, Charles Paraventi, Nilton Bicudo, Aline Campos,Elisa Pinheiro,Danielle Winits. e Ambientado em Maricá, o enredo gira em torno de quatro amigos que juntam suas famílias para comemorar o fim do ano em uma casa de praia, entretanto a festa se torna uma confusão em torno de um segredo que envolve todos.
Os Farofeiros foi lançado no Brasil em 8 de março de 2018 pela Downtown e Paris Filmes. O filme arrecadou mais de R$ 36,8 milhões durante sua exibição nos cinemas, tornando-se um sucesso de bilheteria, com um público de mais de 2,5 milhões de espectadores. O filme alcançou a marca de ser o 17° filme mais assistido nos cinemas brasileiros em 2018. Apesar do desempenho comercial positivo, o filme não obteve boa repercussão entre os críticos de cinema, que, em geral, o definiram como um humor repleto de "clichês e estereótipos", mas elogiaram o desempenho e a química entre o elenco.
Na 18.ª edição do Grande Otelo, promovida pela Academia Brasileira de Cinema, o filme recebeu uma indicação na categoria de melhor longa-metragem de comédia. O filme terá planos para uma sequência. Em janeiro de 2022, a Paris Filmes confirmou a produção de Os Farofeiros 2, com o retorno dos atores Antônio Fragoso, Danielle Winits, Cacau Protásio, Aline Campos e Maurício Manfrini, e estreia prevista para março de 2024.

## Enredo
Quatro amigos de trabalho, Lima (Maurício Manfrini), Alexandre (Antônio Fragoso), Rocha (Charles Paraventi) e Diguinho (Nilton Bicudo), planejam comemorar o feriado prolongado de fim de ano em uma casa de praia, alugada por Lima. Chegando na residência, eles descobrem que se meteram em uma tremenda roubada. O local não se tratava de Búzios, mas sim Maringuaba, um bairro de Maricá. A casa se encontra abandonada e caindo aos pedaços, totalmente diferente do prometido. A praia está sempre lotada e os mosquitos estão por toda parte. Enquanto isso, Alexandre guarda um segredo de trabalho. A empresa onde os amigos trabalham passa por dificuldades financeiras e ele está encarregado por demitir um de seus amigos. As confusões só aumentam quando, aos poucos, esse segredo se espalha e todos tentam agradar Alexandre para evitar a demissão.

## Elenco
- Maurício Manfrini como Paulo "Lima" Gonçalves Lima
- Cacau Protasio como Jussara Ferrari de Lima
- Danielle Winits como Renata Salomão
- Antônio Fragoso como Alexandre "Alê" Salomão
- Charles Paraventi como Pedro "Rocha" Pereira Rocha
- Elisa Pinheiro como Vanete Pereira Rocha
- Nilton Bicudo como Rodrigo "Diguinho" dos Santos Pena
- Aline Riscado como Elen
- Felipe Roque como Adônis
- Tony Tornado como Dr. Alberto
- Alice Borges como Profª. Elizângela
- Taísa Lima como Bárbara
- Felipe Adler como Roberto
- Nathália Costa como Karolayne Ferrari de Lima
- Gabriel Rocha como Enzo "Pitoco" Ferrari de Lima
- Ana Cecília Banal como Anita Pereira Rocha
- Melissa Nóbrega como Isabela "Bebela" Salomão
- Theo Medon como Fábio "Fabinho" Salomão
- Duda Batista como Cristina "Tininha" Salomão
- Eduardo Martini como Dona Hercília

## Produção
O filme é dirigido por Roberto Santucci, um dos cineastas de maior bilheteria do cinema nacional, sobretudo por seus filmes de comédia. O filme é produzido pelas companhias produtoras Camisa Listrada e Panorama Filmes, com coprodução da Globo Filmes. André Carreira assina a produção geral. O roteiro foi desenvolvido por Paulo Cursino. O enredo do filme começou a ser imaginado quando Paulo gravava o longa-metragem Até que a Sorte nos Separe 2, também dirigido por Santucci, em 2012, especificamente em uma sequência onde os personagens do filme iam para um hotel onde "nada dava certo". Então, surgiu a ideia de criar um filme em que aprofundasse uma situação semelhante. Os criadores buscaram ideias em clássicos de comédia do cinema norte-americano para montar o filme, como o Férias Frustradas, de 1983.
Ao todo, o filme contou com um orçamento de cerca de 6 milhões de reais. As principais cenas do filme foram filmadas em uma casa localizada no bairro de Itaipuaçu, no município de Maricá, no estado do Rio de Janeiro.

### Elenco
O filme reúne um elenco diverso nos personagens centrais. Cacau Protásio e Danielle Winits lideram o elenco como os dois nomes fortes da produção. Antônio Fragoso foi convidado especialmente pelo diretor para interpretar o primeiro protagonista de sua carreira. O ator e humorista Maurício Manfrini foi convidado para interpretar um dos protagonistas do filme. Anteriormente, ele havia conquistado sucesso por seu personagem Paulinho Gogó e esse foi seu primeiro trabalho nos cinemas. Em entrevista durante evento de divulgação do filme em Recife, o ator disse:
Aline Riscado também interpreta sua primeira personagem nos cinemas. Em entrevista, ela admite sofrer preconceito por ser recente na atuação e o estigma por ter ficado nacionalmente conhecida como modelo publicitária. Ela também comenta a relação com os colegas de trabalho:

## Lançamento
Os Farofeiros teve estreia diretamente no circuito comercial de cinema no Brasil a partir de 8 de março de 2018 com distribuição da Paris Filmes e Downtown Filmes.

## Recepção

### Bilheteria
Em seu fim de semana de estreia, o filme ocupou a vice-liderança dos filmes mais assistidos no cinema sendo assistido por 489 mil espectadores, ficando atrás apenas de Pantera Negra, que registrou 550 mil ingressos vendidos. Durante esse final de semana, a arrecadação do filme ultrapassou R$ 7 milhões. Após uma semana de exibição, o filme bateu a marca de mais de 1 milhão de espectadores, tornando-se uma grande sucesso de bilheteria. Ao todo, o filme foi assistido por 2.604.658 pessoas e arrecadou um total de R$ 36.820.843. Segundo dados estatísticos da Ancine, o filme ficou entre os 20 mais assistidos nos cinemas do Brasil ao longo de 2018, ocupando a 17ª posição. Entre as produções nacionais, foi o segundo filme mais assistido de 2018.

### Resposta da crítica
Os Farofeiros não obteve boa repercussão entre os críticos de cinema. No site agregador de resenhas AdoroCinema, o filme dispõe de uma média de 2,4 de 5 estrelas () com base em 9 resenhas publicadas na imprensa. Taiani Mendes deu ao filme a nota 2,5/5, o que o classifica como "Regular", e disse que o filme "acaba em muito se assemelhando a uma ponte, reunindo situações verossímeis em que o público facilmente se reconhece e propondo um diálogo dessa realidade com o cinema mais clássico, a arte de verdade e qualidade que as esterilizadas comédias Globo Filmes em geral parecem ignorar. A harmonia, “moral” também da história, é meio desajeitada, porém ao menos é buscada, como uma ambicionada e promissora nova alma do (lucrativo) negócio."
Pablo Bazarello, do CinePOP, elogiou o desempenho do elenco: "O humor é simples, mas como dito, servido pelo carisma, química e capacidade de improviso de todos os membros do elenco. Da caricatura de Winits, as sacadas rápidas de Protásio, a cara-de-pau de Manfrini, a doçura de Elisa Pinheiro [...] e a ingenuidade de Riscado, todos funcionam de forma cronometrada."
Robinson Samulak Alves, para o website Cinema com Rapadura escreveu: "Na sua essência, o longa opta pelo humor físico, algo que remete muito às clássicas chanchadas [...] Mas há mais do que apenas tropeções e tapas no filme. O roteiro consegue se utilizar da sua própria construção para criar o incidente e, de modo geral, tudo faz sentido."
O jornal O Globo escreveu: "Tudo bem que o estereótipo de povão seja falar alto, ocupar muito espaço em lugares públicos, tomar banho de areia na praia etc. etc. Mas por que todos gritam o tempo todo? Deve ser uma espertíssima jogada de marketing."
Já a revista Veja escreveu sobre o filme: "Embora tenha dois ou três momentos divertidos, o filme se vale de um tom histriônico para mostrar a desastrosa estada de três casais numa casa de praia decrépita, antes do Réveillon. Da rivalidade entre as mulheres ao machismo dos homens, o roteiro traz piadinhas infames..."

### Prêmios e indicações
| Ano  | Associações                        | Categoria               | Recipiente(s) | Resultado | Ref.  |
| ---- | ---------------------------------- | ----------------------- | ------------- | --------- | ----- |
| 2019 | Grande Prêmio do Cinema Brasileiro | Melhor Filme de Comédia | Os Farofeiros | Indicado  | [ 6 ] |

## Sequência
Em janeiro de 2022, foi anunciada a continuação do filme pela Paris Filmes, lançada em 2024. Na sequência, o grupo entrada em novas roubadas durante as férias na Bahia.